# Königliche Niederländische Münze

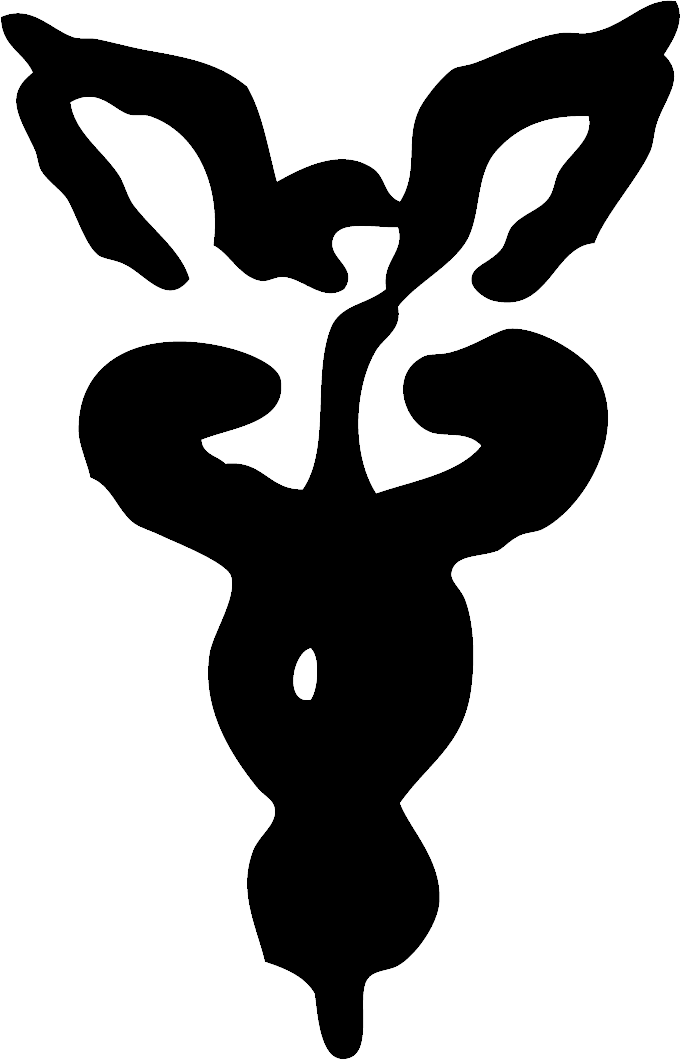
Münzzeichen der Prägeanstalt

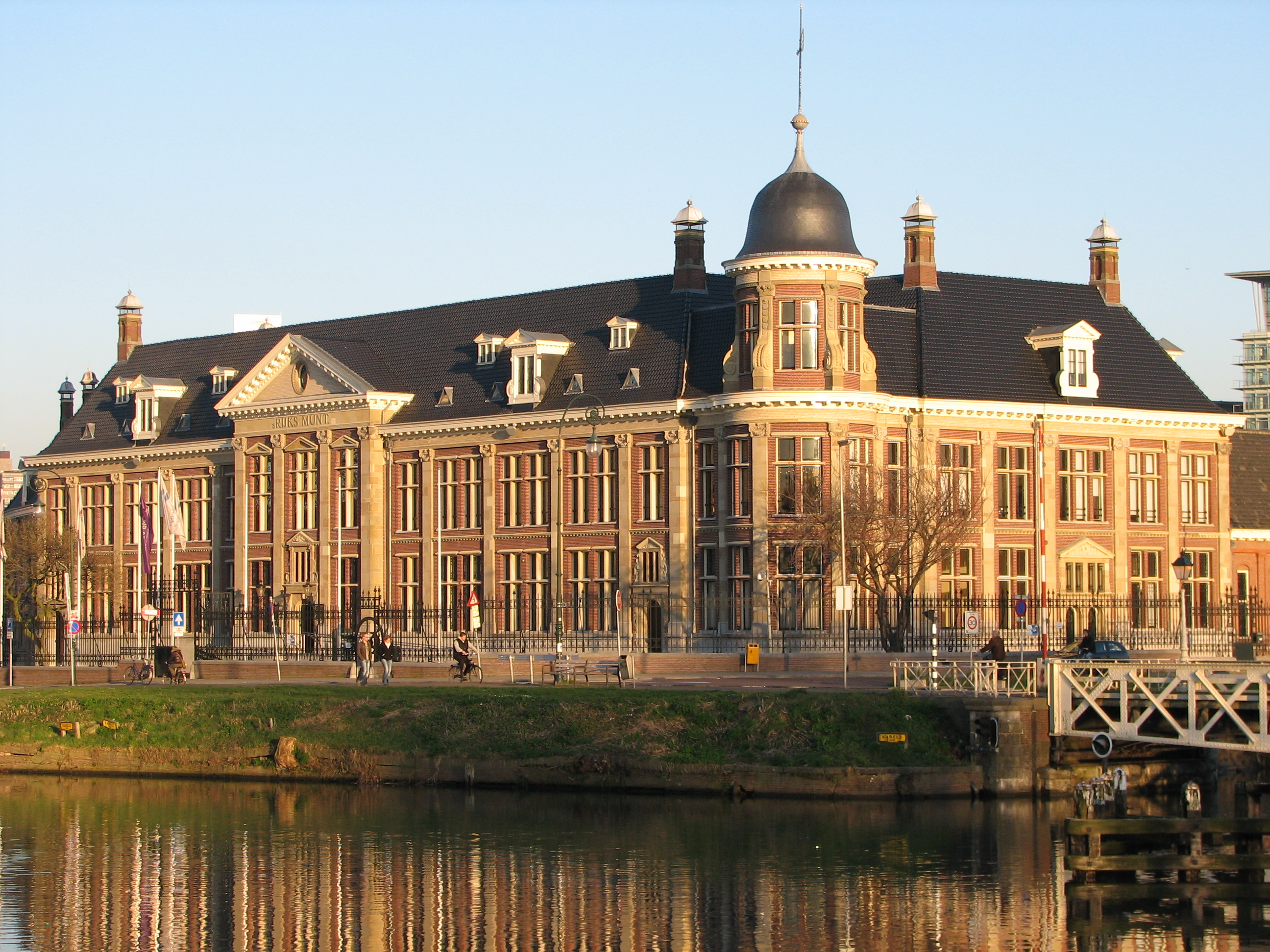
Alte Münzstätte am Leidseweg in Utrecht

Die Königliche Niederländische Münze (nl. Koninklijke Nederlandse Munt N.V., Abk. KNM) ist die Münzstätte der Niederlande mit Sitz in Houten.
Als Münzzeichen verwendet sie seit 1815 einen geflügelten Merkurstab. Es steht seit 1830 auf allen niederländischen Münzen. Das bis 2020 genutzte Gebäude der Prägeanstalt befindet sich seit 1911 am Leidseweg in Utrecht nahe dem Merwede-Kanal und wurde von C.H. Peters im neoklassizistischen Stil entworfen.

## Geschichte
Die ersten Münzen in der Provinz Utrecht wurden in Dorestad in der ersten Hälfte des 7. Jahrhunderts geschlagen. Es handelte sich dabei um goldene Tremissis, die einstige Währung in der Römischen Kaiserzeit und des Weströmischen Reiches. Später kamen Silberprägungen für Karl den Großen und Ludwig den Frommen hinzu.
937 erhielt der Bischof Balderich von Utrecht durch König Otto I. das Münzrecht.
1528 verlor der Bischof dieses Recht, welches fortan bei den weltlichen Herrschern lag und zunächst an Karl V. überging. Sein einziger Sohn, Philipp II., erlaubte im Jahr 1567 eine Münzstätte, die sich auf dem Gelände der Paulusabtei befand. Nachdem sie um 1585 in ein neues Gebäude gezogen war, wurde es 1579 den Provinzen erlaubt, selbst Münzen zu schlagen. Um 1647 musste die Prägestätte erneut, vermutlich wegen Platzmangel, in ein neues Gebäude ziehen. Der Prägevorgang wurde auch in Utrecht zunehmend mechanisiert.

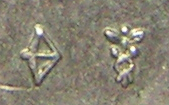
Münzzeichen (rechts) sowie Zeichen des Münzdirektors Chris van Draanen (1988–1999, links)

Im Jahr 1806 sollte die Münzstätte in Utrecht aufgrund einer neuen Verordnung geschlossen und die Münzen ab 1807 nur noch zentral geprägt werden. Zunächst war dafür eine Münzstätte in Amsterdam angedacht. Doch kam wegen Geldnot dies nicht zustande, weshalb per Beschluss nun die Münze in Utrecht als einzige der ehemaligen provinzialen Münzen wieder prägen durfte, da sie zum damaligen Zeitpunkt am besten ausgestattet war. Im Jahr 1814 wurde die Münzstätte in ’s Rijks Munt umbenannt.
Am 1. Januar 1902 wurde sie direkt dem Finanzministerium unterstellt. 1912 folgte die Umwandlung in einen staatseigenen Betrieb. Zum 15. Juni 1994 wurde die Prägeanstalt privatisiert, blieb aber zu 100 % in Staatsbesitz und erhielt im Herbst 1995 den Zusatz „königlich“.
Am 22. November 2016 übernahm die belgische Unternehmensgruppe Heylen die Münzstätte vom niederländischen Staat für 3,6 Millionen EUR.
neue Produktionsstätte
Seit März 2020 befindet sich die Produktionsstätte der KNM in Houten in dem Firmen-Gebäude der belgischen „Groep Heylen“. Es trägt den Namen „The Dutch Vault“. Die KNM wiederum prägt seit 2018 die belgischen Euro-Münzen im Auftrag der königlichen belgischen Münze (KMR), die ihre eigene Prägestätte geschlossen hat.